# ألبرت كول
ألبرت كول (بالإنجليزية: Albert Cole)‏ (7 يوليو 1981 فريتاون سيراليون - ) هو لاعب كرة قدم سيراليوني، يلعب كلاعب وسط.

## مسيرته

### مسيرته مع المنتخبات الوطنية
- 2008 - 2008 لعب مع منتخب سيراليون لكرة القدم مباراتين.

## روابط خارجية
- ألبرت كول على موقع قاعدة بيانات كرة القدم.إي يو (الإنجليزية)
- ألبرت كول على موقع ناشيونال فوتبول تيمز (الإنجليزية)
- ألبرت كول على موقع عالم كرة القدم.نت (الإنجليزية)